# Joel Ward
Joel Edward Philip Ward (Portsmouth, 29 oktober 1989) is een Engeland voetballer die doorgaans speelt als rechtsback. In juli 2025 verliet hij Crystal Palace.

## Clubcarrière
Ward werd in 2006 opgenomen in de jeugdopleiding van Portsmouth. Dat verhuurde hem in het seizoen 2008/09 aan Bournemouth, dan actief in de League Two. Hiermee debuteerde hij in het betaald voetbal. Ward kwam eenentwintig duels in actie voor de club. Na zijn terugkeer bij Portsmouth debuteerde hij daarvoor in het seizoen 2009/10 in het eerste elftal, op dat moment actief in de Premier League. Na degradatie naar de Championship bleef Ward de club nog twee seizoenen trouw. 
Ward verkaste in 2012 naar Crystal Palace, waar hij een vierjarige verbintenis tekende. In zijn eerste seizoen hier kwam hij ook met deze club uit in de Championship. Datzelfde seizoen promoveerde hij met Crystal Palace naar de Premier League, na een barrageduel tegen Watford. In april 2015 verlengde hij zijn contract met twee jaar. Voordat deze verbintenis afliep, werd deze opnieuw met drie seizoenen verlengd, tot medio 2021. Net voor die einddatum werden er twee seizoenen toegevoegd aan zijn verbintenis. In juni 2023 kwam er nog een seizoen bij zijn contract. Aan het einde van de jaargang 2023/24 werd zijn verbintenis met nog een jaar verlengd. In de zomer van 2025 nam Ward na dertien seizoenen afscheid van Crystal Palace.

## Clubstatistieken
| Seizoen                   | Club              | Competitie     | Competitie | Competitie | Beker | Beker | Totaal | Totaal |
| Seizoen                   | Club              | Competitie     | Wed.       | Dlp.       | Wed.  | Dlp.  | Wed.   | Dlp.   |
| ------------------------- | ----------------- | -------------- | ---------- | ---------- | ----- | ----- | ------ | ------ |
| 2008/09                   | → AFC Bournemouth | League Two     | 21         | 1          | 4     | 0     | 25     | 1      |
| 2009/10                   | Portsmouth        | Premier League | 3          | 0          | 1     | 0     | 4      | 0      |
| 2010/11                   | Portsmouth        | Championship   | 42         | 3          | 4     | 0     | 46     | 3      |
| 2011/12                   | Portsmouth        | Championship   | 44         | 3          | 2     | 0     | 46     | 3      |
| 2012/13                   | Crystal Palace    | Championship   | 28         | 0          | 2     | 0     | 30     | 0      |
| 2013/14                   | Crystal Palace    | Premier League | 36         | 0          | 0     | 0     | 36     | 0      |
| 2014/15                   | Crystal Palace    | Premier League | 37         | 1          | 3     | 0     | 40     | 1      |
| 2015/16                   | Crystal Palace    | Premier League | 30         | 2          | 8     | 1     | 38     | 3      |
| 2016/17                   | Crystal Palace    | Premier League | 38         | 0          | 4     | 0     | 42     | 0      |
| 2017/18                   | Crystal Palace    | Premier League | 19         | 0          | 1     | 0     | 20     | 0      |
| 2018/19                   | Crystal Palace    | Premier League | 7          | 1          | 5     | 0     | 12     | 1      |
| 2019/20                   | Crystal Palace    | Premier League | 29         | 0          | 0     | 0     | 29     | 0      |
| 2020/21                   | Crystal Palace    | Premier League | 26         | 0          | 0     | 0     | 26     | 0      |
| 2021/22                   | Crystal Palace    | Premier League | 28         | 0          | 4     | 0     | 32     | 0      |
| 2022/23                   | Crystal Palace    | Premier League | 28         | 1          | 2     | 0     | 30     | 1      |
| 2023/24                   | Crystal Palace    | Premier League | 26         | 0          | 0     | 0     | 26     | 0      |
| 2024/25                   | Crystal Palace    | Premier League | 2          | 0          | 1     | 0     | 3      | 0      |
| Carrièretotaal            | Carrièretotaal    | Carrièretotaal | 444        | 12         | 41    | 0     | 485    | 0      |
| Bijgewerkt op 9 juli 2025 |                   |                |            |            |       |       |        |        |